# Place du Coderc
Vous lisez un « bon article » labellisé en 2015.
La place du Coderc est une place située à Périgueux, dans le département de la Dordogne, en France.
L'histoire de la place remonte au Moyen Âge. Elle accueille dès lors les bâtiments les plus importants de la cité, dont la maison de la Commune à partir de l'Ancien Régime. Lorsque la première halle est édifiée vers 1400, la place du Coderc devient un lieu notable du marché traditionnel.
Au cours des siècles suivants, des familles principalement aisées se succèdent sur et autour de la place, laissant derrière elles des traces de leur patrimoine. Après la Révolution française, le Coderc est la place exécutoire pendant un demi-siècle environ. Le commerce se développe ensuite ; dans les années 1970, on compte une trentaine de magasins dans le quartier.

## Localisation
La place du Coderc se situe dans le secteur sauvegardé du centre-ville de Périgueux, à proximité immédiate de l'ancien hôtel de ville.

## Histoire
Le mot coderc (ou couderc) vient du mot gaulois coderc ou coterico qui désigne un espace commun,,,. En ancien occitan, codèrc signifie « enclos, préau, place, pelouse ou pacage communal ».

### Moyen Âge
La place du Coderc date du Moyen Âge, époque à laquelle elle est plus petite que la place actuelle et accueille les plus importants bâtiments de la cité du Puy-Saint-Front.

### Temps modernes

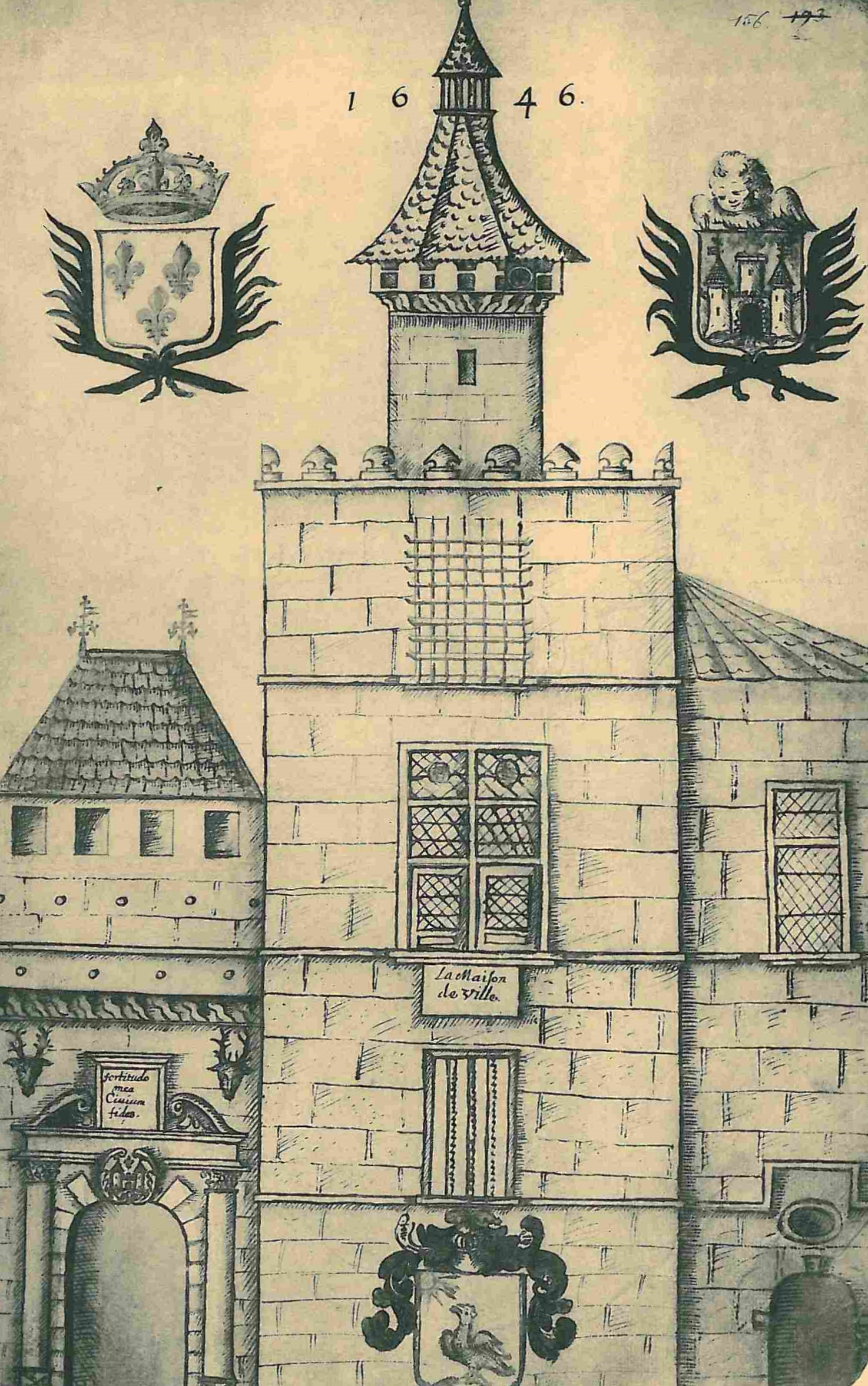
Le consulat, également appelé la « Maison de ville de Périgueux » (ici en 1646), se situait sur la place du Coderc.

Durant l'Ancien Régime, la maison de la Commune s'élève sur cette place. Dans le traité d'union datant de 1240 entre le Puy-Saint-Front et la Cité, ce consulat y est mentionné. Situé en limite des paroisses de Saint-Silain et de Saint-Front, le consulat servait également de prison. Composé d'un logis à trois étages, il était dominé par un beffroi de six niveaux avec chemin de ronde sur mâchicoulis, surplombé par un lanternon et une girouette. Une horloge y est indiquée en 1390.
Au XIVe siècle, dans la tradition du carnaval de Périgueux, des banquets aux frais du consulat sont organisés sur la place du Coderc, en compagnie des trois principales communautés religieuses de la ville (les Filles de Sainte-Claire, les Frères mineurs et les Frères prêcheurs). On y sert principalement du porc salé, d'origine limougeaude, et du bœuf, dans la tradition du Bœuf Gras. La distribution de ces repas dans un contexte de famine régulière suscite souvent des débordements et des bousculades violentes.
Une première halle est édifiée sur la place, probablement vers 1400.
De 1400 à 1448 un puits est creusé au milieu de la place ; en partie comblé, il est curé en 1490-1491. En 1528, la place est pavée.
La halle, recouverte en 1557, est agrandie en 1570 puis détruite le 29 mars 1650 pour y déloger le régiment de Picardie qui l'occupait.
Au XVIIe siècle, la place du Coderc est au centre du quartier où les familles fortunées construisent leurs logis.
Par suite d'un mécontentement dû aux impôts sur le vin, une émeute a lieu en 1635 : Jean Seguin, le secrétaire du maire, est massacré et son cadavre est jeté dans le puits ; celui-ci est colmaté en 1679 mais de façon insuffisante car le conseil municipal vote une souscription en 1839 pour son comblement définitif.
En 1739, une nouvelle horloge avec jacquemart composé de deux personnages en bois est installée en haut du beffroi du consulat.

### Révolution française et Empire
Un arbre de la liberté est planté en 1793 au milieu de la place du Coderc. Précédemment lieu où se dressait le pilori, la place devient, entre 1800 et 1840, l'espace public où se dresse la guillotine et se déroulent de nombreuses exécutions,.
Le consulat est démoli en 1829, pour être remplacé par une nouvelle halle, et ce qui reste du bâtiment s'effondre le 23 mai 1830 lors d'un puissant orage. Lors du déblaiement des caves du consulat, le 26 août de la même année, une couleuvrine portant la date de 1588 est découverte,.
Au sein du grand projet urbanistique du préfet Charles de Chastenet à Périgueux, la nouvelle halle couverte est édifiée en 1832-1833 sur l'emplacement de l'ancien consulat par l'architecte Louis Catoire. Son ouverture au public s'effectue le 15 décembre 1833 ; elle est utilisée jusqu'en 1875 pour le marché aux grains puis sert ensuite pour la vente à la criée.

### Du début duXXesiècleà nos jours
Le 25 mars 1908, le prêtre Noé Chabot ouvre sur la place un bar-tabac qui accueille régulièrement les cheminots de la Compagnie du Paris–Orléans.
En 1953, un projet, resté sans suite, est envisagé pour remplacer la halle par un marché couvert de forme ronde au même endroit, et d'une capacité triple.
| Alimentation | Équipement de la personne | Équipement de la maison | Hygiène et santé | Culture et loisirs |
| ------------ | ------------------------- | ----------------------- | ---------------- | ------------------ |
| 10           | 8                         | 2                       | 1                | 7                  |

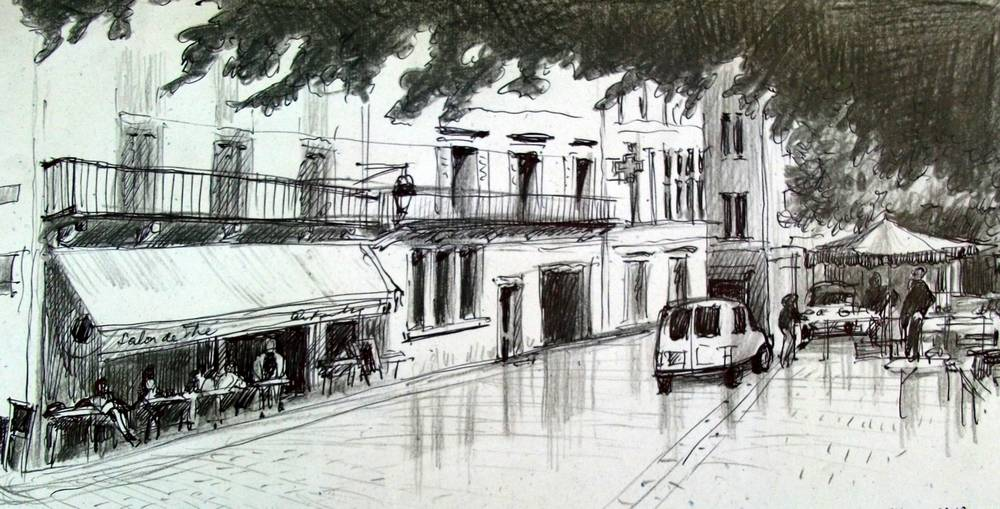
Croquis de la place du Coderc dessiné par Guy Moll.

En septembre 1979, lors de travaux sur la place du Coderc, deux canons sont découverts au niveau des anciennes caves du consulat ; ils sont exposés dans le jardin du Thouin.
La halle est réhabilitée en 1999.
Le 17 juillet 2013 une plaque en hommage à Jean Boussuges (1938–2013), le célèbre « poète du Coderc », est officiellement inaugurée à l'angle avec la rue de la Sagesse.
Au début du mois d'octobre 2014, les pavés de la place sont rejointoyés par les agents municipaux.
Début 2015, la ville décide de réserver le stationnement sur la place, de mai à septembre, aux personnes à mobilité réduite et aux véhicules de livraison.

## Économie
Selon le quotidien Sud Ouest, le Coderc est la place du « marché traditionnel » en Périgord le mercredi et le samedi. De plus, les halles sont ouvertes tous les matins. Au 9 bis, l'ancien bureau de poste, fermé le 30 novembre 2016, est remplacé le 15 avril 2017 par les nouveaux locaux de l'office de tourisme municipal.

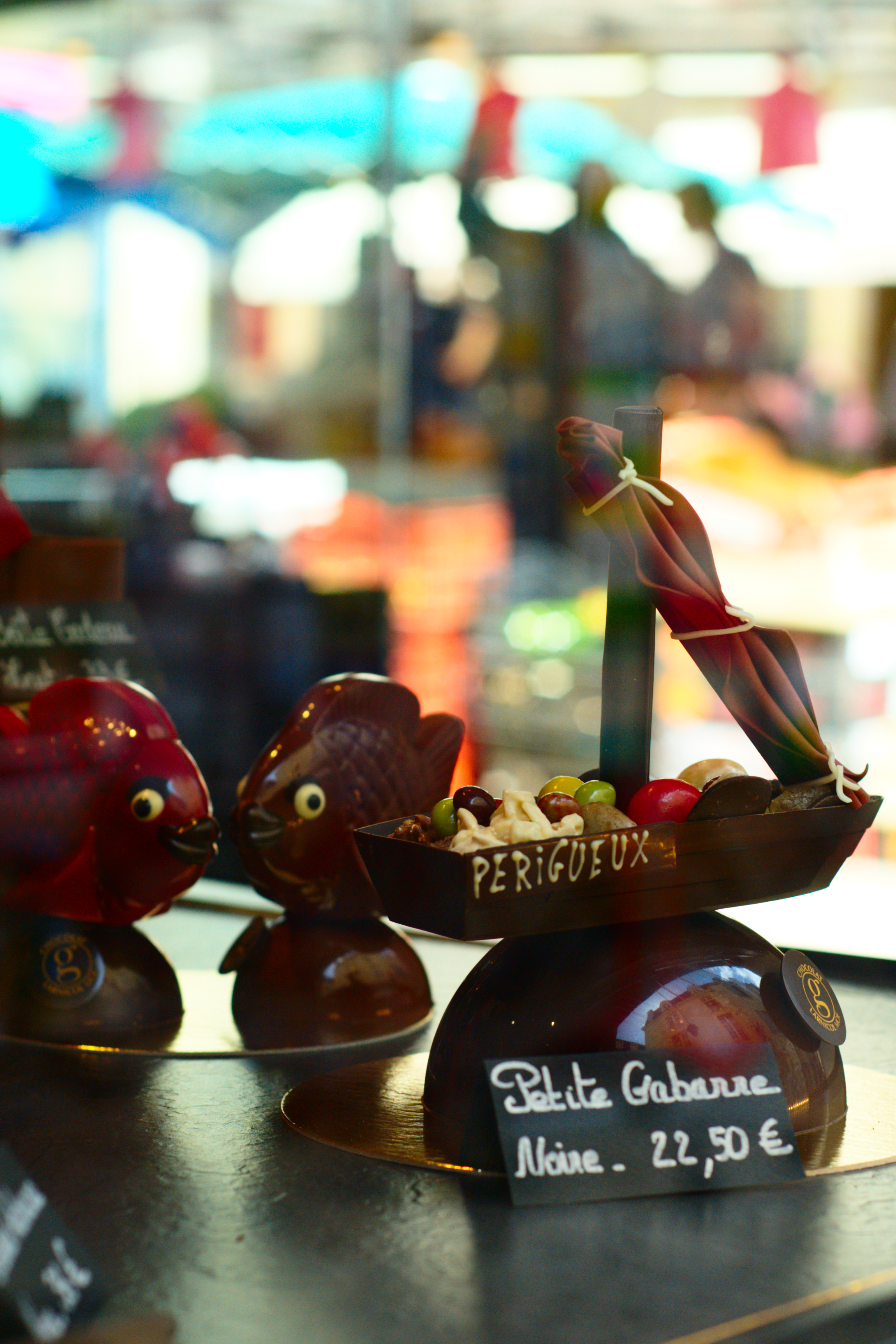
Chocolats vendus sur la place.
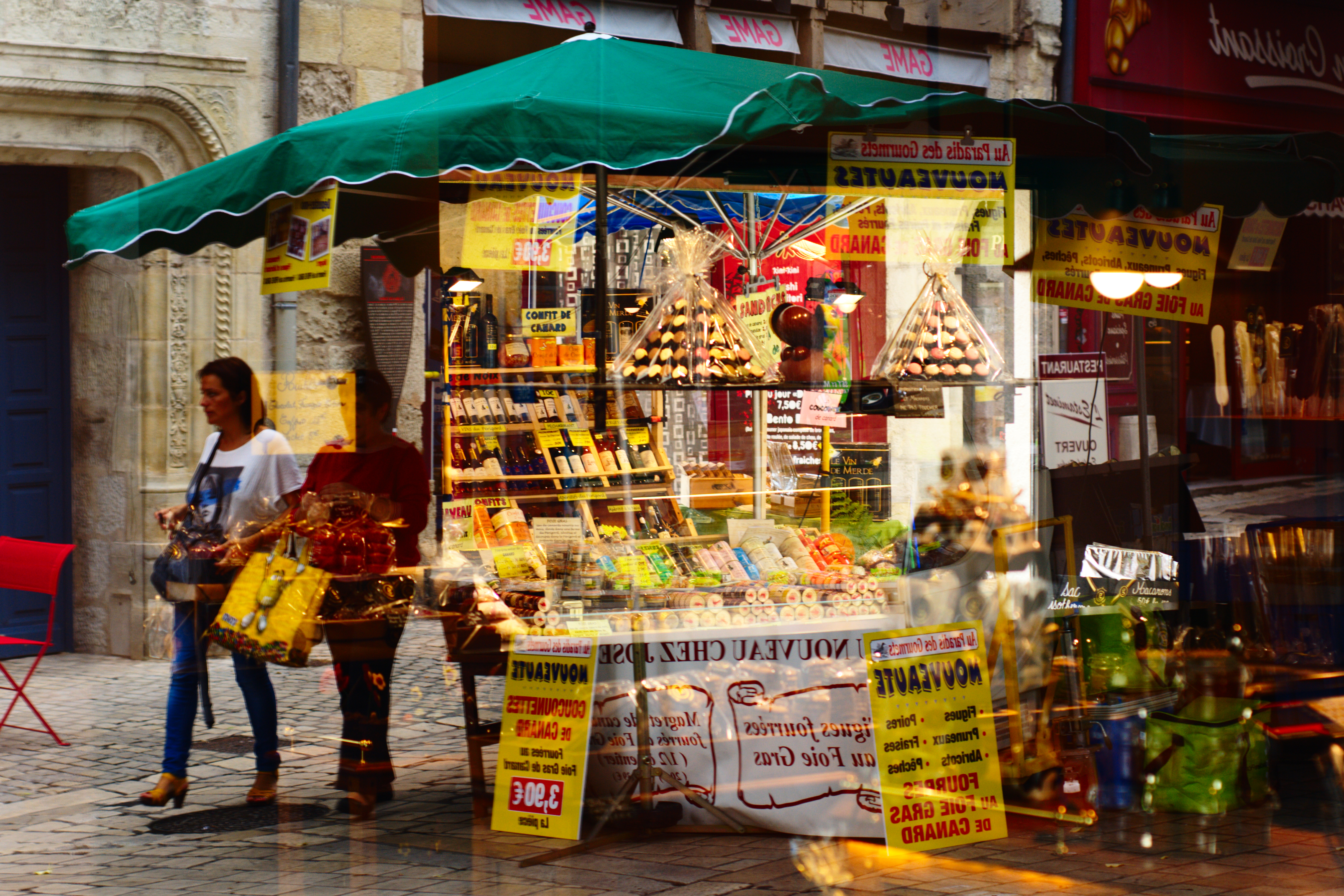
Spécialités vendues sur la place.

## Architecture

Plan schématisé de la place.

De forme polygonale irrégulière, le tracé de la place correspond à deux trapèzes accolés, un petit à l'est et un plus étendu à l'ouest. D'une superficie de 1 927 m2 et d'une largeur moyenne de 34 m, la place a une longueur variant de 66 à 70 m pour une largeur de 20 à 46 m.
Le principal élément architectural est la halle du Coderc, construite en 1832-1833, bâtiment rectangulaire qui occupe tout l'ouest de la place.
Au nord, au no 11, se trouve l'hôtel de Lestrade dont l'entrée se situe au 1 rue de la Sagesse. Si l'extérieur ne révèle aucun détail architectural particulier, son escalier Renaissance intérieur avec plafonds à caissons est inscrit au titre des monuments historiques en 1928 puis classé en 2005, alors qu'entre-temps, l'immeuble est intégralement inscrit en 2003.
À l'angle nord-est, au 17 place du Coderc, la « maison Lapeyre » (du nom d'un pharmacien qui l'a occupée fin du XVIIIe siècle, début du XIXe siècle) ou la « maison Pouyaud » (du nom de son successeur dans les lieux), fait l'angle avec le 1 rue Limogeanne, principale voie piétonne du centre historique de Périgueux. La tourelle d'angle polygonale en encorbellement remonterait au XVIIe siècle. L'immeuble en partie détruit par un incendie en 1719 a ensuite été restauré.
À l'est de la place, le no 10 présente des colonnettes et des chapiteaux du XIIIe siècle.
La façade nord de l'ancien hôtel de ville donne à l'angle sud-ouest de la place. Attenant à cette ancienne mairie, l'immeuble du no 2 présente des vestiges de trois fenêtres du XIIe ou XIIIe siècle.

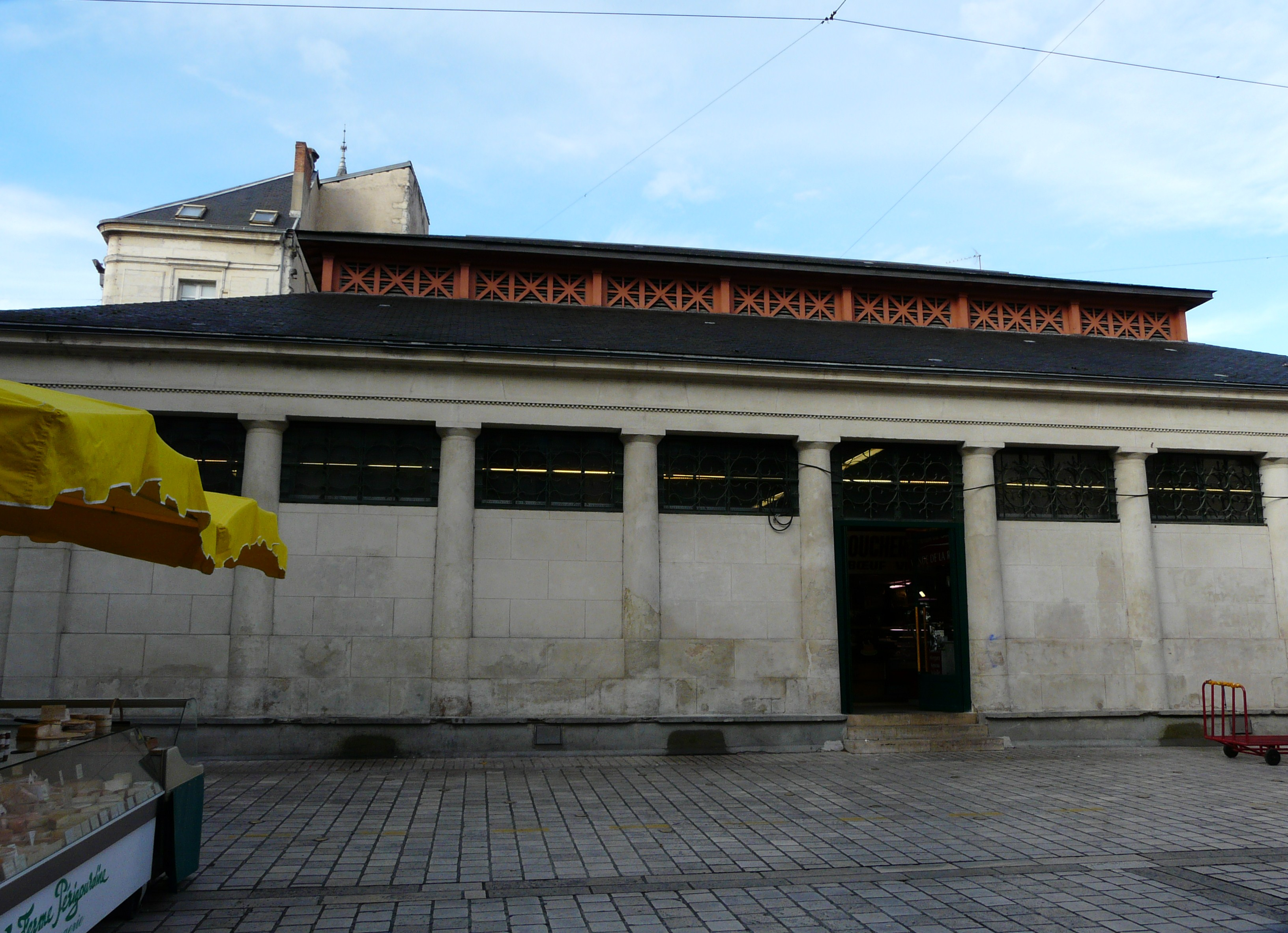
La halle.
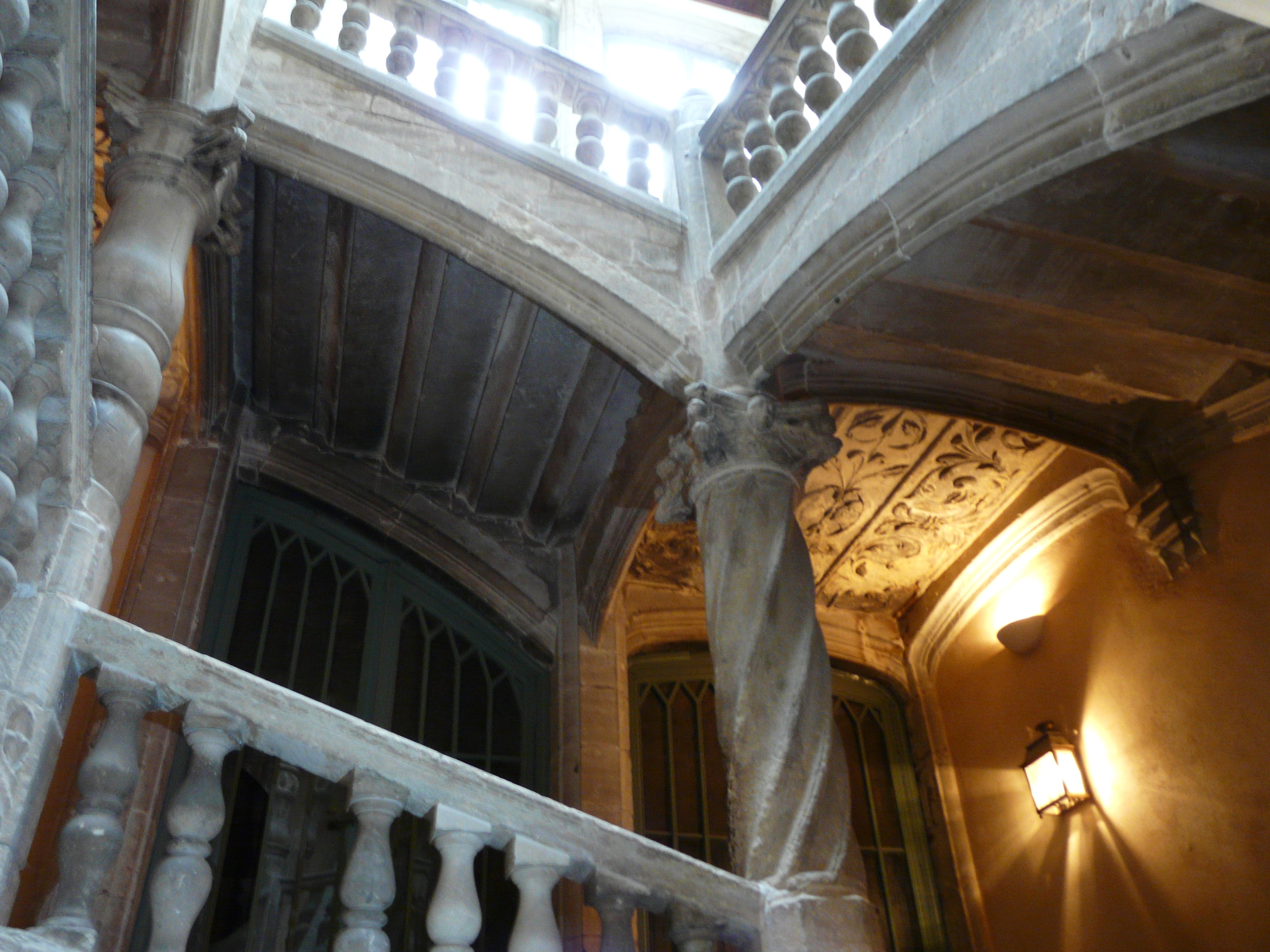
L'escalier Renaissance de l'hôtel de Lestrade.
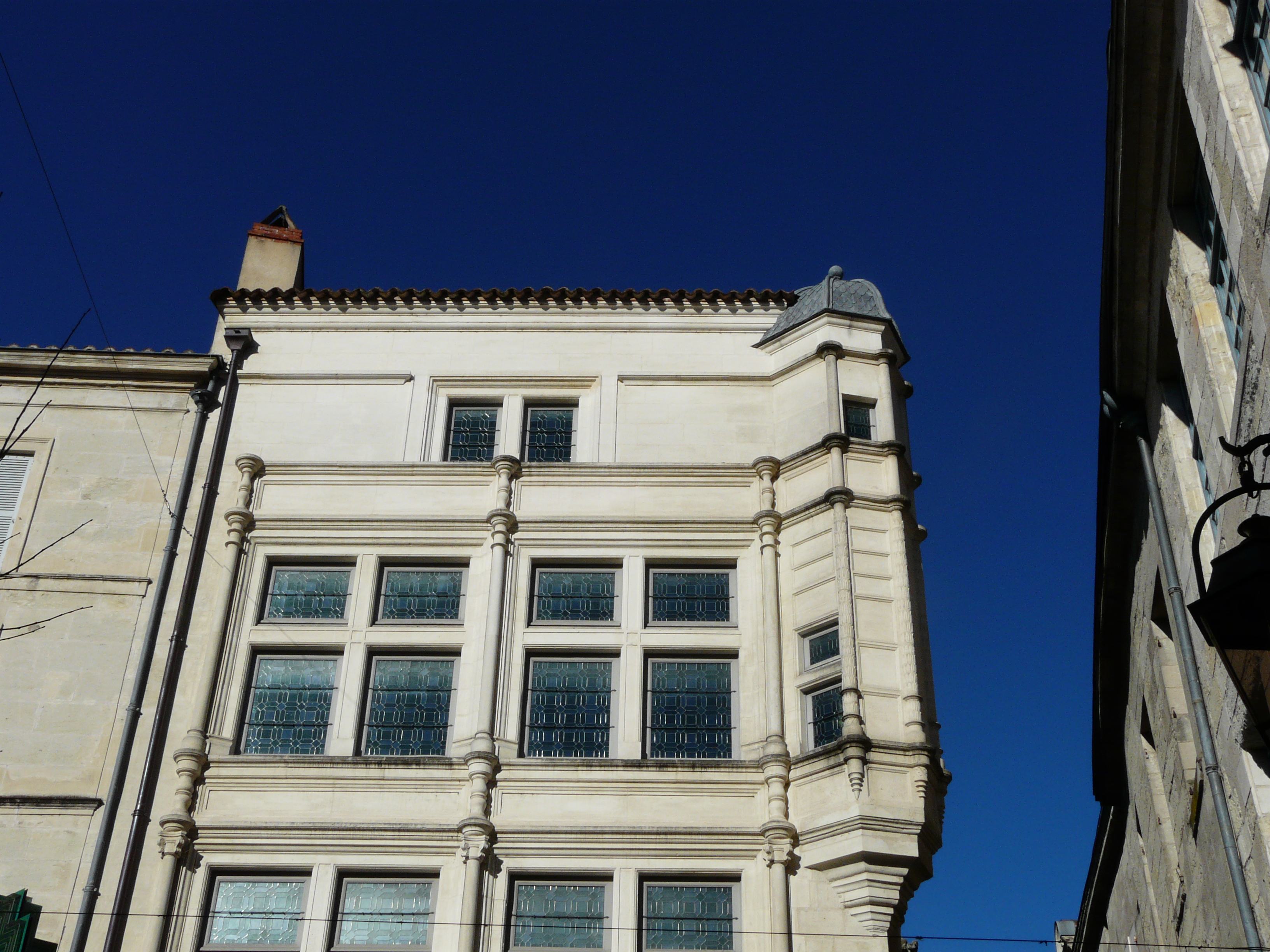
La maison Lapeyre : façade donnant sur la place du Coderc.
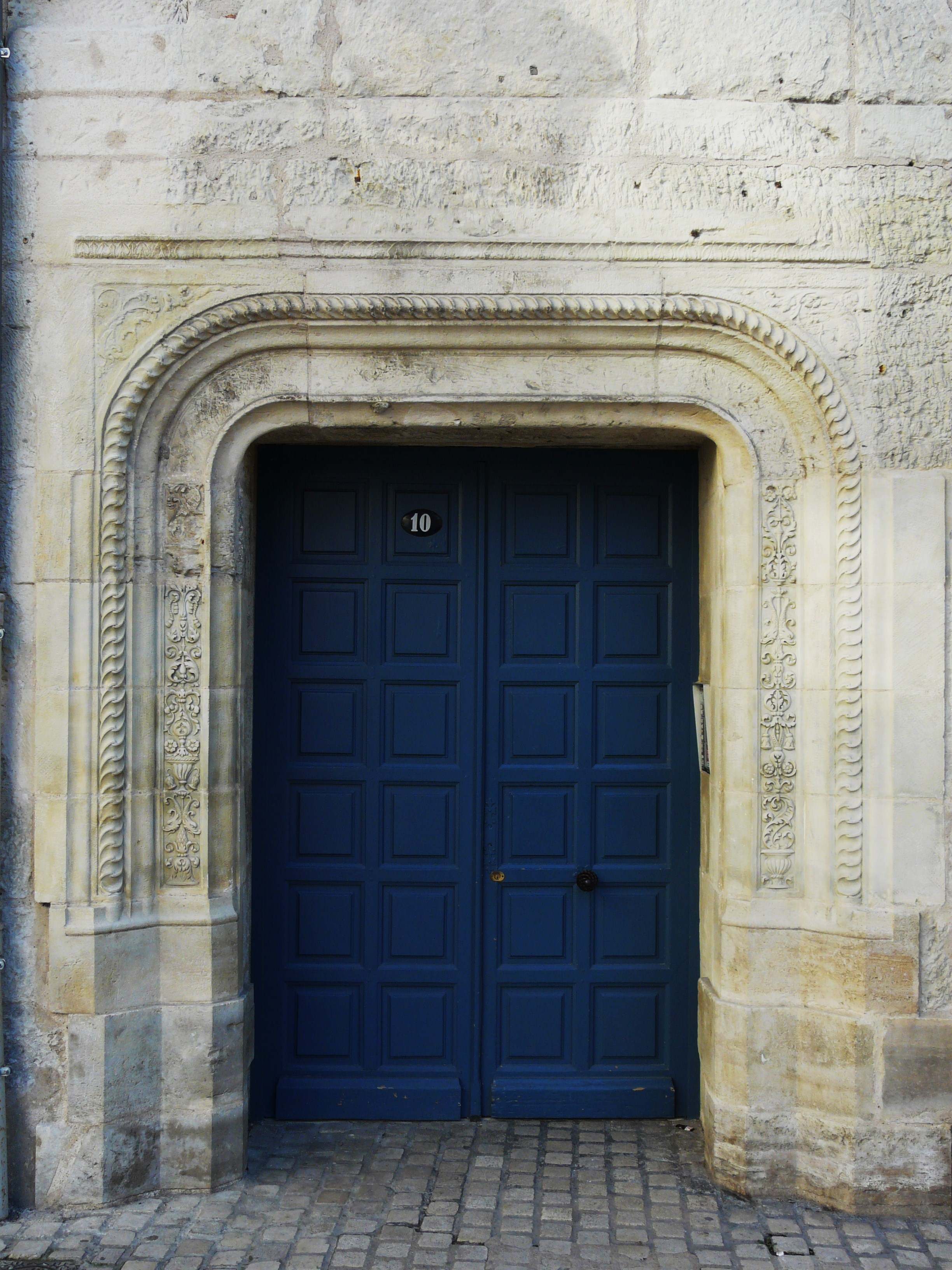
La porte du no 10.
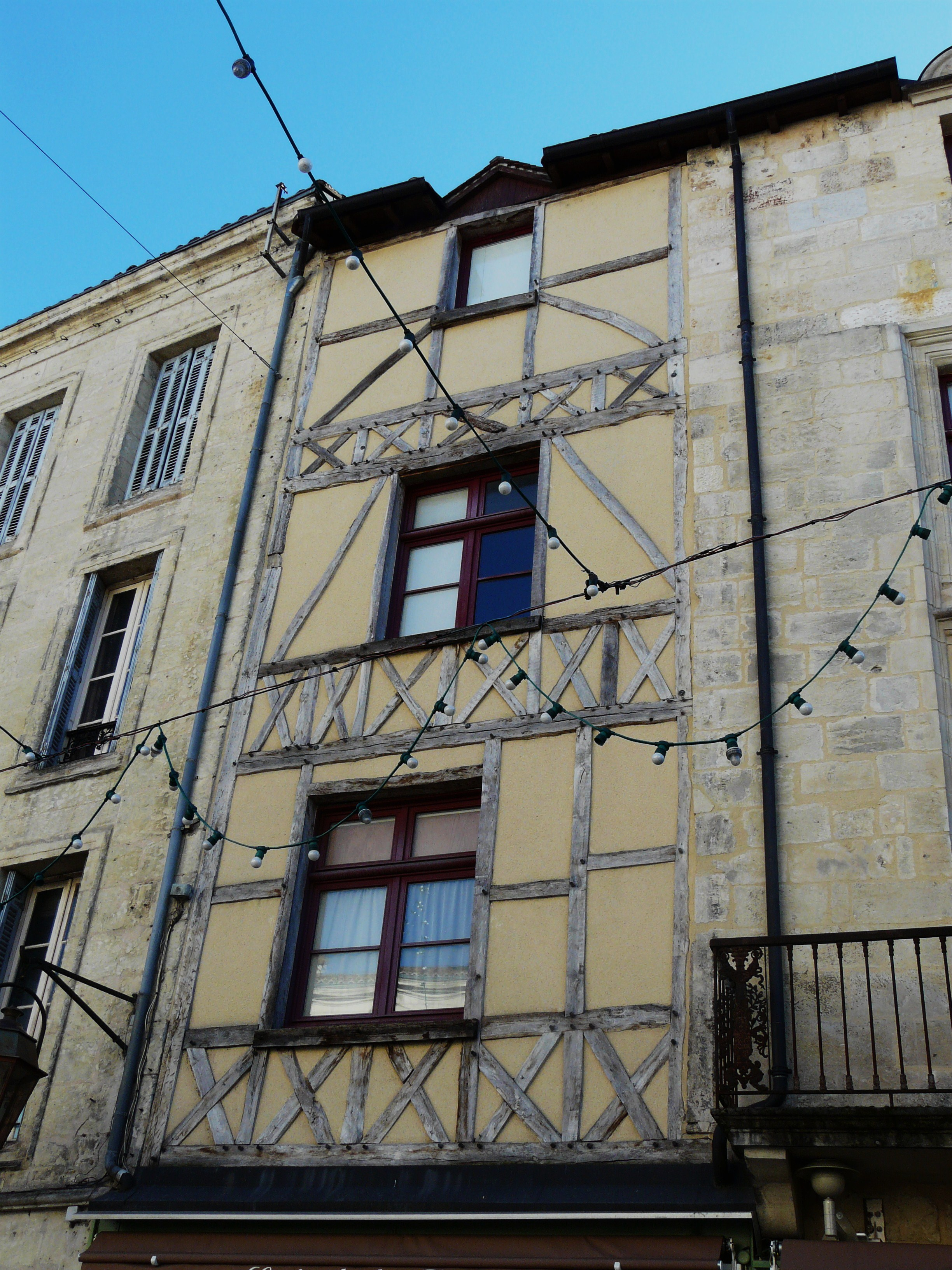
Maison à colombages au no 4.
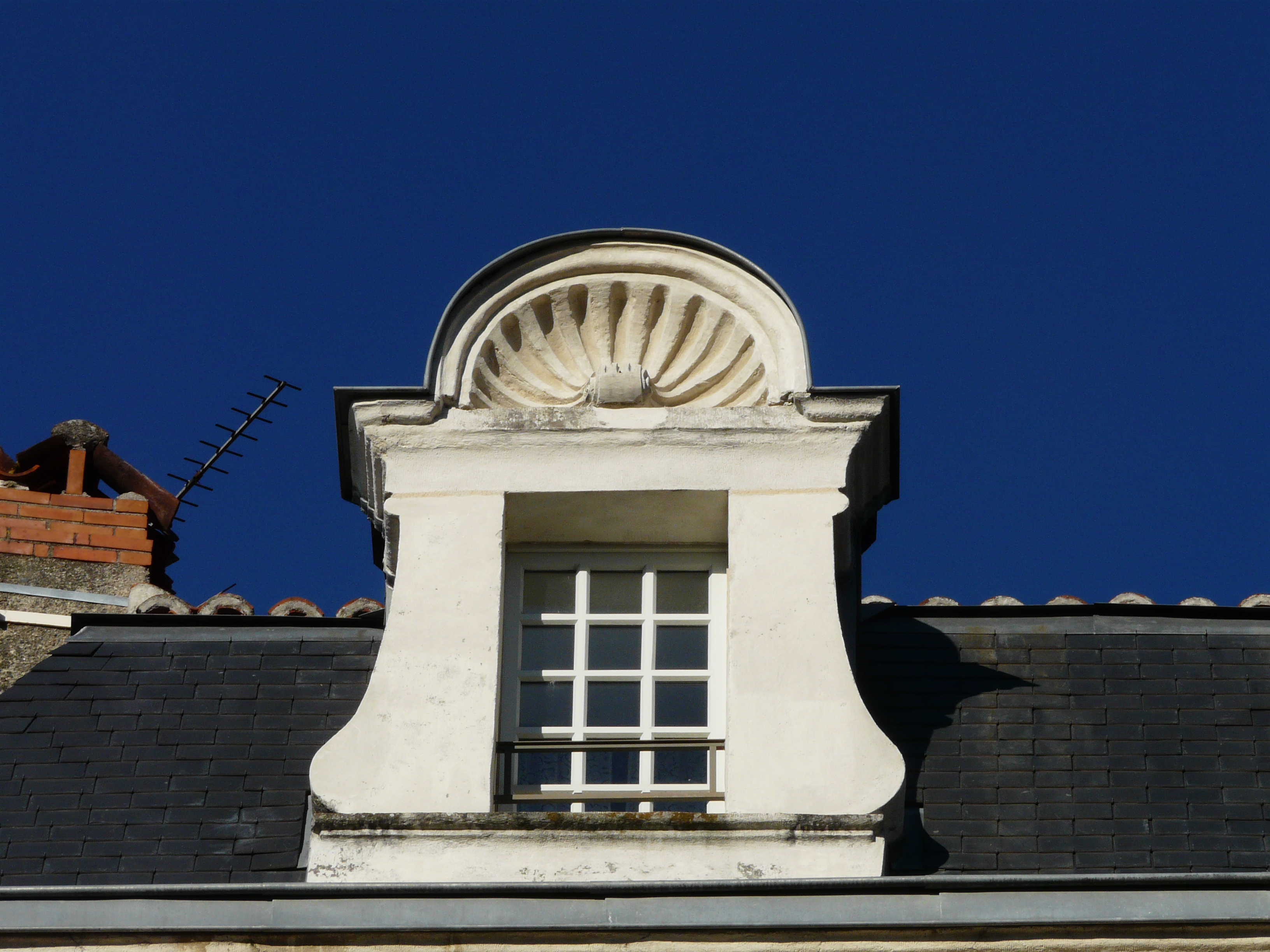
Lucarne au no 13.

## La place du Coderc dans la culture
La place est mentionnée au début du chapitre III de Jacquou le Croquant, le roman social écrit par Eugène Le Roy : « Le lendemain à l'heure dite, nous étions devant le bâtiment de l'ancien Présidial, qu'on appelait encore de ce nom et qui était sur la place du Coderc, juste en face des prisons, à l'endroit où est aujourd'hui le numéro 8 ».
Jean Boussuges (1938–2013), localement surnommé le « poète du Coderc », a écrit un recueil de poèmes, dont la plupart portent sur les rencontres et les observations qu'il a faites sur cette place.